# Gymnopilus mesosporus
Gymnopilus mesosporus là một loài nấm thuộc họ Cortinariaceae.